# Tetsuya Asano
Tetsuya Asano (født 23. februar 1967) er en japansk fodboldspiller.

## Japans fodboldlandshold
| Japans landshold | Japans landshold | Japans landshold |
| År               | Kmp              | Mål              |
| ---------------- | ---------------- | ---------------- |
| 1991             | 2                | 0                |
| 1992             | 3                | 0                |
| 1993             | 0                | 0                |
| 1994             | 3                | 1                |
| Total            | 8                | 1                |